# Université du Tennessee à Martin
L'université du Tennessee à Martin (en anglais : University of Tennessee at Martin, UT–Martin, UT Martin ou UTM) est une université américaine située à Martin dans le Tennessee.

## Présentation

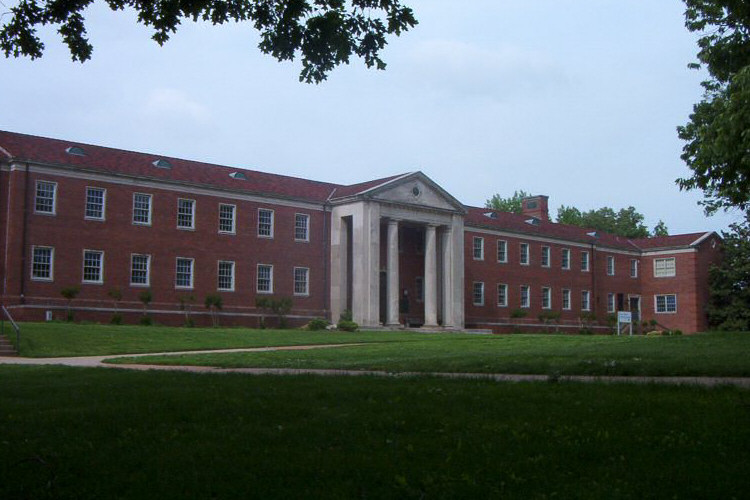
Bâtiment administratif de l'université du Tennessee à Martin.